# Штайнен (Баден)
Штайнен (нем. Steinen) — община в Германии, в земле Баден-Вюртемберг.
Подчиняется административному округу Фрайбург. Входит в состав района Лёррах. Население составляет 10 143 человека (на 31 декабря 2010 года). Занимает площадь 46,86 км².
Коммуна подразделяется на 7 сельских округов.